# Baseodiscus bilineatus
Baseodiscus bilineatus är en djurart som tillhör fylumet slemmaskar, och som först beskrevs av Schmarda 1859.  Baseodiscus bilineatus ingår i släktet Baseodiscus och familjen Valenciniidae. Inga underarter finns listade i Catalogue of Life.